# Свен Алкалай
Свен Алкалай (1948) — боснійсько-герцеговинський державний діяч, дипломат.

## Біографія
Народився 11 листопада 1948 року в місті Сараєво, Боснія і Герцеговина. У 1974 закінчив Сараєвський університет, механічний факультет. У 1987 закінчив Сараєвський університет, економічний факультет. У 1999 закінчив Гарвардську школа бізнесу в Бостоні, корпоративні фінанси.
З 1975 по 1985 — Директор проекту, провідний інженер «Петролінвест», Сараєво.
З 1985 по 1988 — Помічник директора регіону по Близькому і Далекому Сходу «Енергоінвест», Сараєво.
З 1988 по 1994 — Директор Представництва «Енергоінвест» у Таїланді Бангкок.
З 1994 по 2000 — Надзвичайний і Повноважний Посол Боснії та Герцеговини в США.
З 2000 по 2004 — посол Боснії та Герцеговини при Організації Американських Держав у Вашингтоні.
З 2004 по 2007 — Надзвичайний і Повноважний Посол Боснії та Герцеговини в Королівстві Бельгія та представник при НАТО.
З лютого 2007 — Міністр закордонних справ Боснії і Герцеговини.
З 8 березня 2012 — Виконавчий секретар ЄЕК ООН.